# Frankfort (Michigan)
Frankfort é uma cidade localizada no estado americano de Michigan, no Condado de Benzie.

## Demografia
Segundo o censo americano de 2000, a sua população era de 1513 habitantes.
Em 2006, foi estimada uma população de 1484, um decréscimo de 29 (-1.9%).

## Geografia
De acordo com o United States Census Bureau tem uma área de
4,1 km², dos quais 3,6 km² cobertos por terra e 0,5 km² cobertos por água. Frankfort localiza-se a aproximadamente 188 m acima do nível do mar.

## Localidades na vizinhança
O diagrama seguinte representa as localidades num raio de 24 km ao redor de Frankfort.